# Mark "Slick" Johnson
Mark "Slick" Johnson (n.Atlanta) é um árbitro estadunidense de wrestling profissional.
Durante a sua carreira, Johnson passou pela World Championship Wrestling, onde ficou de meados dos anos 1990 até ao fim de 2001. Após, se transferiu para a Total Nonstop Action Wrestling, onde trabalha atualmente.